# Mali Bukovec (Mače)
 Mali Bukovec  falu Horvátországban Krapina-Zagorje megyében. Közigazgatásilag Mače községhez tartozik.

## Fekvése
Krapinátóltól 18 km-re délkeletre, községközpontjától  2 km-re délre a Horvát Zagorje területén fekszik.

## Története
Lakosságát 1948-ban számlálták meg először önállóan, akkor 369-en lakták. 2001-ben 246 lakosa volt.

## Külső hivatkozások
A község hivatalos oldala